# Eva Spreitzhofer

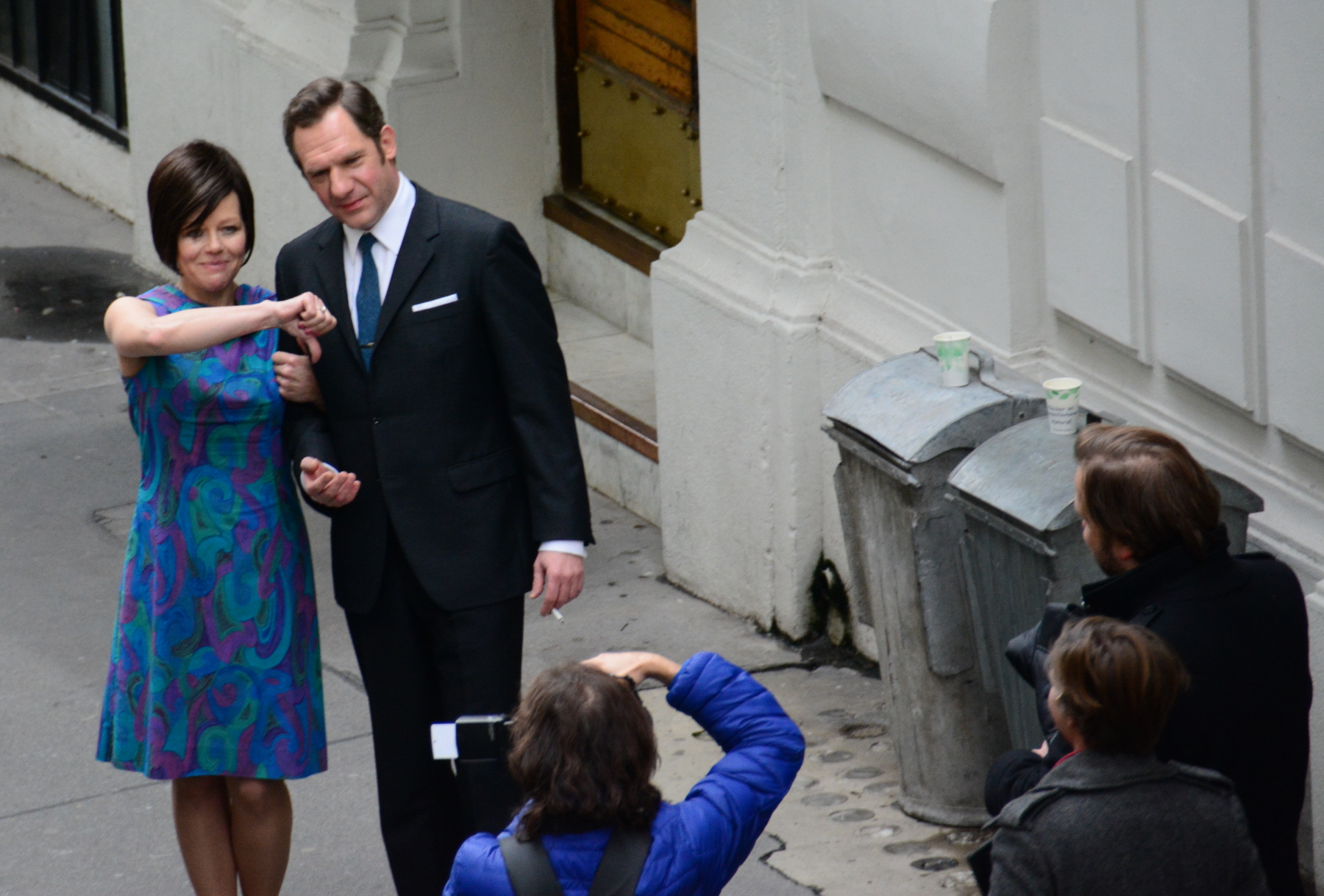
Eva Spreitzhofer und Johannes Zeiler bei Dreharbeiten zum Film Deckname Holec 2014

Eva Spreitzhofer (* 4. März 1967 in Graz) ist eine österreichische Schauspielerin, Drehbuchautorin und Regisseurin.

## Leben
Eva Spreitzhofer war nach ihrer Ausbildung an der Schauspielschule am Volkstheater (Wien)  seit 1986 in zahlreichen Film-, Fernseh- und Theaterrollen zu sehen. Seit dem Jahr 2000 ist sie parallel als Drehbuchautorin tätig. Den Auftakt bildete der Gewinn des ORF-Drehbuchwettbewerbs im Jahr 2000 in der Kategorie Fernsehspiel mit „Tigermännchen sucht Tigerweibchen“, das für die ARD von Michael Kreihsl verfilmt wurde. 2003 das Drehbuch zu dem ARD Fernsehspiel „Zwei Wochen für uns“ mit Barbara Rudnik. Rudnik erhielt unter anderem für diese Rolle die Goldene Kamera 2006. Weiterhin schrieb sie zusammen mit Markus Mayer das Drehbuch zu dem Fernsehfilm „Heute heiratet mein Mann“ (mit Walter Sittler) für ORF und SWR und schrieb das Drehbuch zu der romantischen Komödie „König Otto“ für Sat.1 (mit Ottfried Fischer). Auch für den 4-teiligen Thriller „Zodiak – Der Horoskop-Mörder“ mit Fritz Karl und Alexandra Neldel für den ORF und Sat.1 schrieb sie das Buch. 
Für die Krimiserie Schnell ermittelt des ORF entwickelte sie das Konzept und schrieb die ersten Bücher. 2014 führte sie Regie bei der Kinodokumentation „Unter Blinden“. 
2018 drehte sie den Kinofilm Womit haben wir das verdient?, zu dem sie auch das Buch schrieb. Die Culture-Clash-Komödie hat am 3. Oktober 2018 beim Filmfest Zürich Weltpremiere. Ihre beiden Filmkomödien Womit haben wir das verdient? (2018) und Wie kommen wir da wieder raus? (2023) wurden von Spreitzhofer zu einer 80-minütigen Bühnenfassung komprimiert und im November 2024 auf die Bühne des Landestheaters Niederösterreich in St. Pölten gebracht.
Seit 2013 ist sie Lehrbeauftragte an der Schauspieluni Graz. 
Im Jahr 2009 hat Spreitzhofer gemeinsam mit anderen österreichischen Filmschaffenden die Akademie des Österreichischen Films gegründet und sitzt in deren Vorstand. Sie ist Vorsitzende des österreichischen Drehbuchverbands, Aufsichtsratsmitglied der Verwertungsgesellschaft Literar Mechana und war bis 2016 Mitglied der Projektkommission des Österreichischen Filminstituts.
Eva Spreitzhofer lebt zurzeit in Wien.

## Filmografie (Auswahl)

### Als Regisseurin
- 2015: Unter Blinden: Das extreme Leben des Andy Holzer (Dokumentation)
- 2018: Womit haben wir das verdient?
- seit 2021: SOKO Donau (Fernsehserie, 2 Folgen)
- 2023: Landkrimi – Immerstill
- 2023: Griechenland
- 2023: Wie kommen wir da wieder raus?

### Als Drehbuchautorin
- 2003: Tigermännchen sucht Tigerweibchen
- 2004: Zwei Wochen für uns
- 2006: Heute heiratet mein Mann
- 2006: König Otto
- 2007: Zodiak – Der Horoskop-Mörder
- 2009–2011: Schnell ermittelt (Fernsehserie)
- 2011: Weihnachtsengel küsst man nicht
- 2015: Kleine große Stimme
- 2015: Unter Blinden: Das extreme Leben des Andy Holzer (Dokumentation)
- 2018: Womit haben wir das verdient?
- 2023: Wie kommen wir da wieder raus?

### Als Schauspielerin
- 1993: Die Leute von St. Benedikt (Fernsehserie)
- 1995: Lieben wie gedruckt (Fernsehserie)
- 1998: Helden in Tirol
- 2003: Tigermännchen sucht Tigerweibchen
- 2004: Zwei Wochen für uns
- 2010: Die letzten 30 Jahre
- 2016: Deckname Holec
- 2018: Zerschlag mein Herz
- 2019: Der Boden unter den Füßen
- 2025: Landkrimi – Acht (Fernsehreihe)